# Lophius americanus

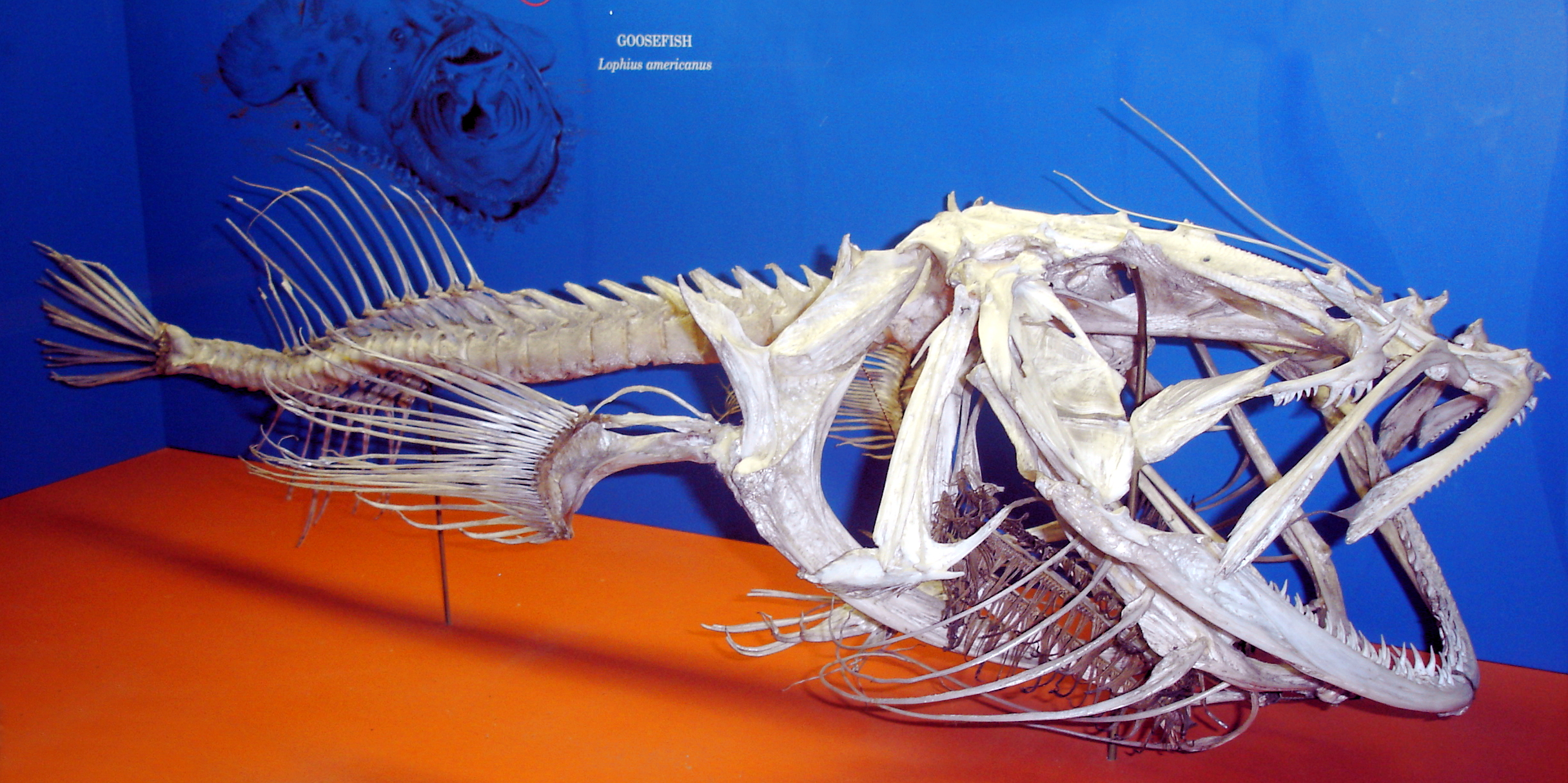
Esqueleto

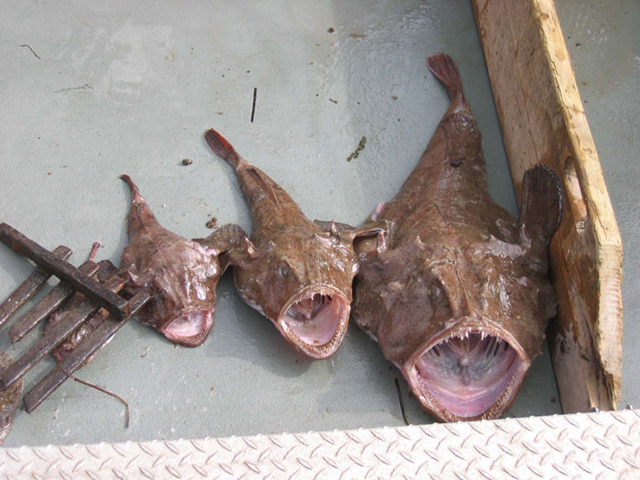
Diferentes tamanhos de Lophius americanus

O tamboril-americano, tambaril-americano, peixe-diabo-americano ou pesca-sapo (Lophius americanus) é um peixe do gênero Lophius. É nativo da costa leste da América do Norte. O tamboril-americano é menor do que a maioria dos tamboris, mas pode ser encontrado em vários tamanhos diferentes.